# 維索茨克
60°38′N 28°34′E / 60.633°N 28.567°E
維索茨克（俄语：Высо́цк）是俄羅斯列寧格勒州的一個城市，位於聖彼得堡西北159公里，芬蘭灣上的維索茨克島北岸。2002年人口為1,673人。是俄羅斯人口最少的城市之一。
18世紀由彼得大帝建立。1940年根據《莫斯科和平協定》由芬蘭割讓予蘇聯。